# Rally Vasco Navarro de 1962
El Rally Vasco Navarro de 1962, oficialmente 3.º Rally Vasco Navarro, fue la tercera edición y la primera ronda de la temporada 1962 del Campeonato de España de Rally. Se celebró del 10 al 11 de marzo y el recorrido de 716 km totales contaba con dos pruebas en cuesta y regularidad en varios tramos. Se disputó en dos etapas con parada en Pamplona y una parte de la ruta transcurría por suelo francés.

## Clasificación final
| Pos. | Piloto             | Copiloto             | Automóvil            | Puntos | Diferencia |
| ---- | ------------------ | -------------------- | -------------------- | ------ | ---------- |
| 1.   | Juan Fernández     | Francisco Anet       | BMW 700              | 13,5   | 0.0        |
| 2.   | Gerardo de Andrés  | Enrique Ruiz-Giménez | Alfa Romeo Giulietta | 38,25  | +24,75     |
| 3.   | Mariano Lorente    | Jesús Sáez           | BMW 700              | 52     | +38,5      |
| 4.   | Claudio Aldecoa    | Felipe Zabaleta      | Saab 93              | 78,25  | +64,75     |
| 5.   | Contet             | Heny Domingue        | Citroën DS 21        | 84,5   | +71        |
| 6.   | Ramón Grifoll      | Luis Dalamu          | BMW 700              | 97,25  | +83,75     |
| 7.   | Salvador Fábregas  | Arturo Cortés        | Jaguar               | 131    | +117,5     |
| 8.   | Víctor Sagi        | Antonio Agramunt     | DKW Junior           | 148    | +134,5     |
| 9.   | Philippe Gardinier | Bernard Le Pelletier | DKW F12              | 148    | +134,5     |
| 10.  | Pierre Maurel      | Pierre Point         | Citroën DS 19        | 169,5  | +156       |